# Ferran Casas i Manresa
Ferran Casas i Manresa   (Barcelona, 1977) és un periodista català, subdirector del grup de comunicació digital Grup Nació Digital. Va ser president del Grup de Periodistes Ramon Barnils entre 2016 i 2021.
Va estudiar periodisme a la Universitat Ramon Llull. Va començar com corresponsal de política a Madrid del diari Avui. El 2007 va anar al diari Público com a cap de política a Catalunya fins al 2010. Va ser cap de política del diari Ara des de la seva fundació el 2010 fins al 2015, quan passar a delegat del mateix diari a Madrid fins al setembre de 2016, que va passar a ser subdirector del diari Nació Digital.
El 2012 va escriure el llibre amb Joan Rusiñol "Començar de nou. Catalunya debat el seu futur: singularització o independència"
El 2017 i juntament amb Roger Tugas ha escrit el llibre "I tot això com es paga? 100 claus per entendre la hisenda catalana".